# Delahaye Type 114
Der Delahaye Type 114 ist der Prototyp eines Pkw-Modells der Zwischenkriegszeit. Hersteller war Automobiles Delahaye in Frankreich.

## Beschreibung
Das Fahrzeug entstand etwa 1930.
Der Vierzylinder-Ottomotor war in Frankreich mit 12 CV eingestuft. Er hat 80 mm Bohrung und 107 mm Hub, was 2151 cm³ Hubraum ergibt.
Motoren dieser Größe baute Delahaye in drei verschiedene Modelle ein. Zunächst mit 40 PS Leistung ab 1931 in den Delahaye Type 124, dann mit 45 PS ab 1933 in den Delahaye Type 134 und ebenfalls mit 45 PS ab 1934 in den Delahaye Type 144.